# 奇拉帕
奇拉帕（西班牙語：Chilapa de Álvarez）是墨西哥的城市，由格雷羅州負責管轄，位於該國南部，距離首府奇爾潘辛戈54公里，面積556.8平方公里，海拔高度1,420米，每年平均降雨量約1,400毫米，2010年人口27,510。

## 外部連結
- Enciclopedia de los Municipios de México - Chilapa de Álvarez
- Web page with many photos of Chilapa de Alvarez - Chilapa Web

17°36′N 99°10′W / 17.600°N 99.167°W